# Лажис-Пинтадас
Лажис-Пинтадас (порт. Lajes Pintadas) — муниципалитет в Бразилии, входит в штат Риу-Гранди-ду-Норти. Составная часть мезорегиона Сельскохозяйственный район штата Риу-Гранди-ду-Норти. Входит в экономико-статистический микрорегион Борборема-Потигуар. Население составляет 4787 человека на 2022 год. Занимает площадь 130 211 км². Плотность населения — 36,76 чел./км².

## Статистика
- Валовой внутренний продукт на 2003 год составляет 10 665 482,00 реалов (данные: Бразильский институт географии и статистики).
- Валовой внутренний продукт на душу населения на 2003 год составляет 2339,95 реалов (данные: Бразильский институт географии и статистики).
- Индекс развития человеческого потенциала на 2000 год составляет 0,655 (данные: Программа развития ООН)[2].